# Submarine 1922
Il Submarine 1922 è un vulcano sottomarino scoperto nel 1922 in seguito alle investigazioni condotte dopo una lunga serie di terremoti sottomarini iniziati nel 1912 nelle Isole Sangihe dell'Indonesia.
La denominazione, assegnata dal "Centre of Volcanology & Geological Hazard Mitigation" dell'Indonesia, indica semplicemente che si tratta di un vulcano sottomarino scoperto nel 1922, a cui di fatto non è ancora stata assegnata una denominazione ufficiale definitiva.